# 蒋英库团伙杀人案
蒋英库团伙杀人案，或称蒋英库黑社会性质组织案，是2000年黑龙江省打黑除恶1号案件，公安部第6号特大杀人案。1993年至2001年，蒋英库团伙先后在哈尔滨、肇东等市，采用枪击、刀刺、绳勒等手段，杀人、抢劫犯罪，杀死21人，并将被害人的尸体肢解，焚烧灭迹。公安机关历时180多天侦破。2001年12月，黑龙江省高级人民法院作出终审裁定，蒋英库等五人分别犯有组织、领导黑社会性质组织罪、故意杀人罪、抢劫罪、故意伤害罪等，被判处死刑，立即执行；李国辉犯包庇黑社会性质组织罪，判处有期徒刑10年。